# العم ويغيلي في كونيكتيكت
«العم ويغيلي في كونيتيكت» هي قصة قصيرة كتبها ج. د. سالينجر، وتظهر في مجموعته «تسع قصص». نُشرت في الأصل في مجلة النيويوركر في العدد الذي صدر في 20 مارس 1948.
تكافح الشخصية الرئيسية إلويز من أجل التصالح مع الحياة التي أسّستها مع زوجها لو. حبها الحقيقي هو والت، أحد أفراد عائلة غلاس، الذي تحنّ إليه بعد وفاته أثناء الخدمة في الجيش.
يشير عنوان القصة إلى حدث تستذكره إلويز، كانت فيه مع والت يركضان للحاق بالحافلة، فيلتوي كاحلها. يقول والت حينها، في إشارة إلى كاحلها بحس من الدعابة «مسكين العم ويغيلي ...».
لا يزال فيلم قلبي الأحمق لعام 1949 -المبني على هذه القصة- التجسيد الوحيد لكتابات سالينجر في فيلم. باستثناء القصة الرئيسية، يحمل الفيلم القليل من التشابه مع القصة الأصلية.

## ملخص الحبكة
تدور أحداث القصة في منزل وينغلر الراقي؛ جميع الشخصيات التي تظهر في المشهد من الإناث. إلويز وينغلر ربة منزل في منتصف العمر تسكن في الضواحي وضجرة من زواجها غير السعيد من لو وينغلر. ماري جين هي زميلتها السابقة في سكن الكلية، تعمل بدوام جزئي كسكرتيرة، وهي مطلّقة. لم تتخرج أيّ منهما من الكلية التي ارتاداها معًا. رامونا هي ابنة إلويز الصغيرة، وهي خرقاء اجتماعيًا وانطوائية وترتدي نظارة. يرافقها صديقها الخيالي جيمي جيميرينو أينما ذهبت. غريس خادمة لدى عائلة وينغلر، وهي أمريكية من أصل إفريقي.
تزور ماري جين إلويز في منزلها وتقضيان فترة ما بعد الظهيرة مستغرقتان في ذكريات سنوات دراستهما الجامعية، والتدخين المتواصل، وشرب الكحول حتى الثمل. تعود رامونا إلى المنزل، وتندفع ماري جين نحو الفتاة. تطلب إلويز من ابنتها الكشف عن تفاصيل جيمي جيميرينو للضيفة، وتدّعي ماري جين تصديقها للفتى «الرائع». تخرج رامونا للعب في الهواء الطلق.
تستأنف الامرأتان أحاديثهما المشتتة الثملة. تروي إلويز قصة جندي شاب، والت غلاس، كانت غارقة في حبه عندما كانت عازبة، وما تزال عالقة في ذكراه (قُتل في حادث غريب أثناء خدمته في المحيط الهادئ)، وتعرب عن أسفها المرير لأنها تزوجت من لو. تشرع إلويز في حديث مطوّل ضد الرجال، ولا سيما لو، الذي يفتقر -حسبما تشعر- إلى أكثر السمات المحببة في والت: «الفكاهة» و «الذكاء». تروي موقفًا كانت فيه هي ووالت يركضان للحاق بحافلة، فتلوي كاحلها. في إشارة إلى كاحلها بحس من الدعابة، يقول والت «مسكين العم ويغيلي ...». أثناء حديثها عن تفاصيل موت والت، تنهار إلويز، وتحاول ماري جين تهدئتها.
تعاود رامونا الدخول إلى الغرفة وتسمع بالصدفة حديث والدتها، فتعلن أن جيمي دهسته سيارة وقُتل.
تواصل الامرأتان الشرب حتى تغطّا في نوم عميق في غرفة المعيشة. بعد حلول الظلام، تستيقظ إلويز على صوت مكالمة هاتفية من زوجها لو، وبعد تبادل أطراف الحديث الساخر، تغلق الخط في وجهه.
تدنو غريس، الخادمة المقيمة، من إلويز وتطلب منها باحترام السماح لزوجها الزائر بالبقاء هذه الليلة بسبب الطقس القاسي. تصدّ إلويز خادمتها باقتضاب وترفض الطلب.
تصعد إلويز الثملة الدرج إلى غرفة نوم رامونا حيث تنام الطفلة. عند إنارة الضوء، ترى الفتاة مستلقية على حافة السرير كالعادة، لتفسح المجال لصديقها الوهمي. توقظها إلويز، وتذكّرها بأن جيمي قُتل، لكن رامونا تحاول تجنّب المواجهة بمناداة صديقها الآن «ميكي ميكيرانو». تثور إلويز غضبًا وتجرّ رامونا إلى منتصف السرير وتطلب منها الخلود للنوم في هذا الوضع.
بعد إطفاء الضوء والوقوف طويلًا في المدخل، تحمل إلويز نظارة رامونا إلى خدها، وتبكي مكرّرةً عبارة «مسكين العم ويغيلي» مرارًا وتكرارًا. أثناء نشيجها، تُدلف الفتاةَ الخائفة الباكية تحت الغطاء وتغادر الغرفة. في الطابق السفلي، توقظ إلويز ماري جين من غفوتها تحت تأثير الكحول، وتبكي، وتتوسّل إلى صديقتها المفزوعة لتطمئنها بأنها كانت «فتاة لطيفة» في الكلية.